# Eulalie de Bourbon
 (janvier 2019).
Si vous disposez d'ouvrages ou d'articles de référence ou si vous connaissez des sites web de qualité traitant du thème abordé ici, merci de compléter l'article en donnant les références utiles à sa vérifiabilité et en les liant à la section « Notes et références ».
Eulalie de Bourbon (de son nom complet en espagnol, María Eulalia Francisca de Asís Margarita Roberta Isabel Francisca de Paula Cristina María de la Piedad de Borbón y Borbón), née le 12 février 1864 à Madrid et morte le 8 mars 1958 à Irun, est une infante d'Espagne et duchesse de Galliera. Elle se fait connaître par ses talents littéraires.

## Biographie

### Famille
Née au palais royal de Madrid, l’infante Eulalie est la fille de la reine Isabelle II et de son époux et cousin germain le roi consort François d'Assise de Bourbon. Son parrain est l’ancien duc Robert Ier de Parme et sa marraine est la sœur de celui-ci, Marguerite, duchesse de Madrid. 

### Jeunesse
Le 13 mai 1868 sa sœur aînée épouse le prince Gaëtan de Bourbon-Siciles, comte d'Agrigente. Le 30 septembre suivant, après le coup d’État du général Juan Prim, la famille royale espagnole quitte l’Espagne et s’installe à Paris, où ses membres fréquentent la cour de Napoléon III et de l’impératrice Eugénie, elle-même d'origine espagnole.

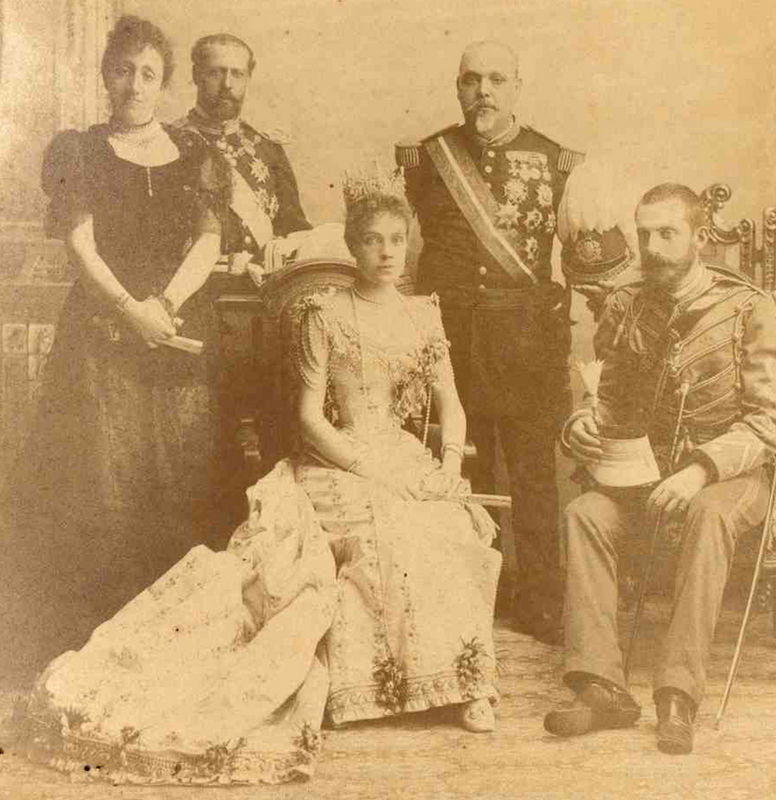
L'infante Eulalie et le duc de Galliera lors de leurs fiançailles.

En 1871, son beau-frère, l'infant Gaëtan se suicide à l'âge de 25 ans. En 1874, la monarchie est restaurée en faveur du frère d’Eulalie, qui, comme leur ancêtre Philippe V, devient roi d'Espagne à l'âge de 17 ans. Il prend le nom d'Alphonse XII.
Cependant, l’infante, âgée de dix ans, ne retourne dans son pays que trois ans plus tard. Elle s’installe d’abord avec sa mère au palais de l’Escurial puis part vivre à Séville et enfin à Madrid.
En 1885, Alphonse XII meurt à l'âge de vingt-huit ans laissant la régence à son épouse enceinte Marie-Christine d'Autriche. En mai 1886, la reine régente met au monde un fils qui devient roi immédiatement sous le nom d'Alphonse XIII.

### Mariage
Le 6 mars 1886, la princesse épouse à Madrid son cousin germain l’infant espagnol Antoine d'Orléans (1866-1930), duc de Galliera, fils du prince français Antoine d'Orléans, duc de Montpensier, et de son épouse l’infante espagnole Louise Fernande de Bourbon (1832-1897) sœur cadette de la reine Isabelle II. Très politique, l’union conforte la réconciliation des Bourbons d’Espagne et des Orléans. Mais, pour l'infante, le mariage est rapidement un fiasco car son époux se montre immature, la trompe sans vergogne et dilapide la fortune familiale alors qu’elle-même est une jeune femme cultivée, libérale et féministe. Après quelques années de vie commune, le couple finit d’ailleurs par se séparer, ce qui ne va pas sans causer un énorme scandale dans la très conservatrice Espagne de cette époque.
Cependant, trois enfants naissent de leur union :
- Alphonse (1886-1975), infant d’Espagne et duc de Galliera, qui épouse en 1909 la princesse Béatrice d'Édimbourg et de Saxe-Cobourg et Gotha (1884-1966), d’où trois enfants ;
- Louis-Ferdinand (1888-1945), infant d’Espagne et prince de Galliera, qui épouse en 1930 Marie Say (1857-1943), veuve du prince Amédée de Broglie, fils d'Albert de Broglie, sans postérité ;
- Roberte (1890), infante d'Espagne et princesse de Galliera, morte en bas âge.

### Voyage en Amérique
En mai 1892, les époux partent en visite officielle à Cuba et aux États-Unis à l’occasion de la célébration du quadricentenaire de la « découverte » de l’Amérique par Christophe Colomb. De ce voyage, qui est le premier d’un Bourbon en Amérique, la princesse rapporte la solide conviction que, face à la puissance américaine, l’Espagne ne fait pas le poids et que Madrid ferait donc mieux de vendre à sa rivale ses dernières colonies du Nouveau Monde. Le gouvernement et la famille royale ne l’écoutent pas et, dans un dernier sursaut d'orgueil, déclenchent la désastreuse guerre hispano-américaine de 1898 qui fait perdre à l’Espagne Cuba, Porto Rico, Guam et les Philippines.

### Femme de lettres
À l'été 1908, l'infante a pour amant le comte Jametel, gendre du grand-duc Adolphe-Frédéric V de Mecklembourg-Strelitz. Le prince Charles-Borwin de Mecklembourg-Strelitz, élève à l'école de guerre de Metz et beau-frère du comte, tient à défendre l'honneur de sa sœur, défie son beau-frère. Il est tué en duel à l'âge de 19 ans privant le grand-duché d'un successeur potentiel. Le couple Jametel divorcera peu après.
En 1912, l'infante Eulalie publie son premier ouvrage sous le pseudonyme de « comtesse d'Avila ». Le livre, qui exprime les pensées de l’infante en matière d’éducation, de situation des femmes, d’égalité de classes, de socialisme, de religion, de mariage, de préjugés et de traditions, est interdit par son neveu, le roi Alphonse XIII. Mais, en dépit des controverses que provoque son attitude libérale, Eulalie reste en contact avec sa famille et continue toute sa vie d’être reçue par les familles princières européennes.

### Dernières années
Les élections municipales de 1931 ayant donné la victoire aux républicains, le roi part en exil. En 1936 éclate la Guerre civile espagnole avec son lot d'atrocités. Les républicains sont vaincus. le général Francisco Franco instaure une dictature. 
En 1942, Francisco Franco lui attribue une voiture avec chauffeur à vie. Elle passe ses dernières années dans une maison d'Irun, au Pays basque, où elle meurt en 1958. Elle est inhumée dans le panthéon des Infants du monastère de l'Escurial.

## Titulature et décorations

### Titulature
- 12 février 1864 — 5 février 1890 : Son Altesse Royale Eulalie de Borbón y Borbón, infante d'Espagne
- 5 février 1890 — 8 mars 1958 : Son Altesse Royale la duchesse de Galliera, infante d'Espagne

### Décorations dynastiques
- Dame d'honneur de l'ordre de Thérèse (royaume de Bavière)[2]
- Dame de l'ordre de la Reine Marie-Louise (royaume d'Espagne, 12 février 1864)[3]
- Dame de l'ordre de la Croix étoilée (maison de Habsbourg)

## Œuvres
- Comtesse d'Avila, Au fil de la vie, Société française d'imprimerie et de librairie, Paris, 1911.
- (en) Eulalia of Spain, Court Life from Within, Cassell, Londres, 1915.
- (en) Eulalia of Spain, Courts and Countries After the War, Hutchinson, Londres, 1925.
- Eulalie d'Espagne, Mémoires de S.A.R. l'infante Eulalie, 1868-1931, Plon, Paris, 1935, 304 pages ;
- (es) Eulalia de Borbón, Cartas a Isabel II, 1893: mi viaje a Cuba y Estados Unidos, Editorial Juventud, Barcelone, 1949.